# Discurs de l'ascensor
El discurs de l'ascensor (de l'anglès elevator pitch) és una conversa que consisteix a explicar de forma breu una idea de negoci, una empresa o un projecte a gent que en pugui estar interessada:
- Inversors
- Empresaris
- Accionistes
- Clients

Normalment s'aconsella als emprenedors que tinguin un resum executiu (1-3 pàgines), el model de negoci o pla d'empresa (20-40 pàgines), una presentació (10-15 diapositives) i la conversa de l'ascensor: el temps que triga l'ascensor a pujar fins al despatx del possible inversor o client.

## Com fer un discurs de l'ascensor
- Pautes per a la seva elaboració:
  - Destacar el més rellevant.
  - Aclarir les idees perquè tinguin coherència i consistència.
  - Centrar-se en les habilitats i els punts clau.

- Punts claus a incloure:
  - Quin és el producte o servei
  - A quin mercat es dirigeix
  - Quina innovació representa
  - Qui és la competència
  - Quin és l'avantatge competitiu (Michael E. Porter)
  - Generar curiositat i apel·lar les emocions
  - Cercar alternatives de reunió posterior

- Errors a evitar:
  - No complir amb els temps. Es recomana una durada d'uns 60 segons, entre 150 i 225 paraules.[1]
  - Perdre's en els detalls.
  - No deixar clar quin és el model de negoci
  - Prometre uns guanys exagerats (ROI).